# Alf Nyman (filosof)

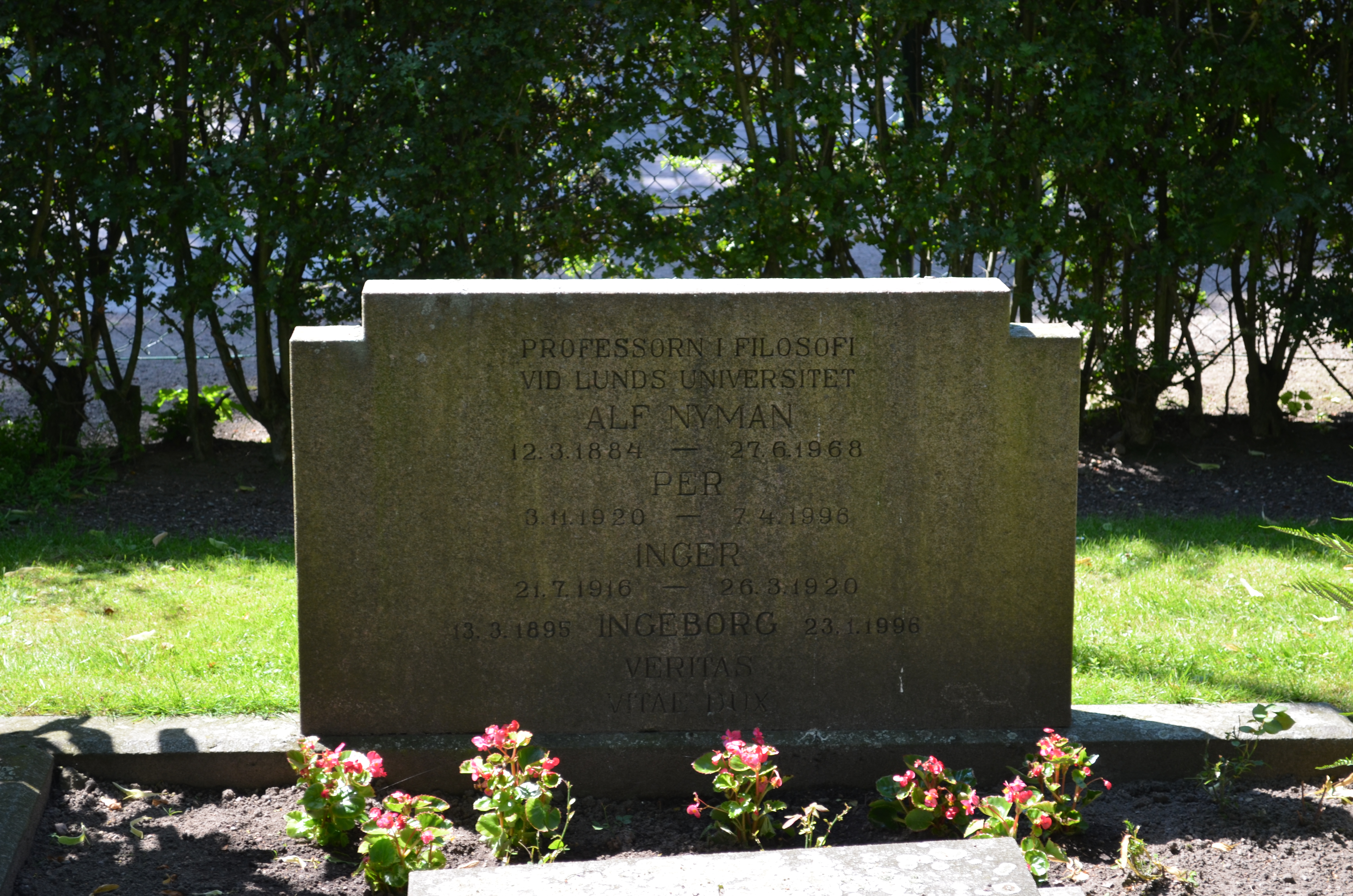
Alf Nymans grav på Nya kyrkogården i Helsingborg.

Alf Tor Nyman, född den 12 mars 1884 i Farhult i Skåne, död den 27 juni 1968 i Lund, var en svensk filosof. Han var far till Birgit Hellbom samt Per-Torkil Nyman, svärfar till Olle Hellbom samt morfar till Jan och Tove Hellbom, och Marianne Warginger. Han räknades till lundafilosoferna och tillhörde kretsen kring Hans Larsson. Nyman var lärare till Hans Regnéll och undervisade bland andra Torgny T:son Segerstedt.

## Biografi
Från 1929 till 1949 var Nyman professor i teoretisk filosofi i Lund. Han verkade där också som kritisk introduktör av samtida psykologi, exempelvis med Nya vägar inom psykologin (1934). Nyman medverkade regelbundet i Hans Larsson Samfundets bokserie Insikt och Handling.
Nymans huvudarbete var inom fiktionalismen, Rumsanalogierna i logiken (1926), i vilken han betraktar rumsanalogierna som falska men ändamålsenliga fiktioner. 

## Anteckningar
1. 1 2 3 4 5  Alf T Nyman, Svenskt biografiskt lexikon, Svenskt Biografiskt Lexikon-ID: 8489.[källa från Wikidata]
2. 1 2  Store norske leksikon, Store norske leksikon-ID: Alf_Tor_NymanStore_norske_leksikon.[källa från Wikidata]
3. ↑  Bra Böckers lexikon, 1978

## Länk
- Nyman, Alf Tor.– Svenskt biografiskt lexikon